# Miss France 1940
 (février 2016).
Si vous disposez d'ouvrages ou d'articles de référence ou si vous connaissez des sites web de qualité traitant du thème abordé ici, merci de compléter l'article en donnant les références utiles à sa vérifiabilité et en les liant à la section « Notes et références ».
Miss France 1940 est la 16e édition du concours Miss France. Joséphine Ladwig, Miss Alsace 1939 remporte le titre.

## Description
Joséphine Ladwig est la première Miss Alsace à être couronnée Miss France et la dernière élue avant guerre. Après elle, l'élection s'arrêtera durant six ans avant d'être reprise en 1947 par Guy Levy dit Rinaldo et Louis Poirot, dit De Fontenay, le compagnon de Geneviève Mulmann. 
- Nombre de miss : 39
- Région gagnante : Alsace

## Classement
- Miss France 40 : Miss Alsace
- 1re dauphine : Miss Nord-Pas-de-Calais
- 2e dauphine : Miss Bretagne
- 3e dauphine : Miss Outre-mer
- 4e dauphine : Miss Doubs